# Heidi Schäfer-Frischmann

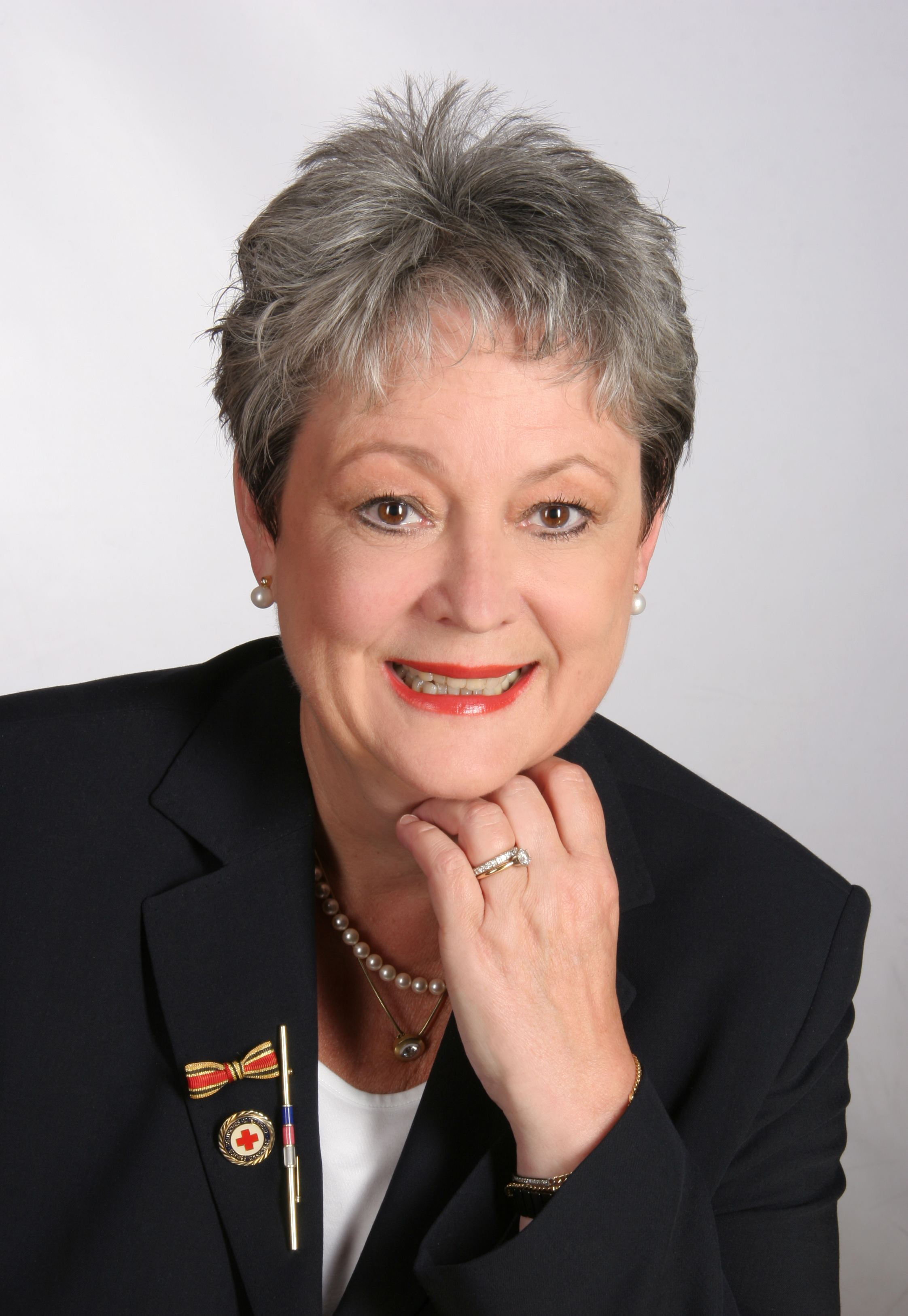
Heidi Schäfer-Frischmann

Heidi Schäfer-Frischmann (* 6. März 1951 in Berlin) ist eine deutsche Managerin und ehemalige Oberin. 

## Leben und Beruf
Heidi Schäfer-Frischmann ist seit ihrem 17. Lebensjahr in der Krankenpflege tätig. Am 1. Oktober 1968 wurde sie Mitglied der Luisen-Cecilienschwesternschaft des Deutschen Roten Kreuzes, im April 1969 begann ihre Krankenpflegeausbildung. Nach der Ausbildung war sie OP-Schwester im DRK-Krankenhaus Jungfernheide in Berlin, bis 1976 im DRK-Krankenhaus Mark Brandenburg. Als Schulassistentin und Klinische Unterrichtsschwester an der Schule für Krankenpflege der DRK-Schwesternschaft Berlin arbeitete sie ab 1977. Kurze Zeit später absolvierte sie eine Weiterbildung an der Schwesternhochschule der Diakonie, wodurch sie sich für Leitungsaufgaben in der Pflege qualifizierte. Ab April 1979 unterrichtete sie an der Schule für Krankenpflege der DRK-Schwesternschaft Berlin und übernahm anschließend für einige Monate den Posten einer Abteilungsschwester im DRK-Krankenhaus Mark Brandenburg. Danach war Heidi Schäfer-Frischmann von Oktober 1980 bis September 1986 Pflegedienstleiterin für das DRK-Krankenhaus Jungfernheide. 
Im April 1986 wurde sie zur Geschäftsführerin der „DRK Krankenhaus GmbH I“ berufen, sechs Jahre später auch der „GmbH II“, die für die neue erworbene Klinik in Köpenick gegründet worden war. Im Vorstand der DRK-Schwesternschaft Berlin ist Schäfer-Frischmann seit 1979, zehn Jahre später wählten sie die Mitglieder zur Zweiten Stellvertretenden Vorsitzenden. Am 1. Dezember 1996 wurde sie Nachfolgerin von Oberin Renate Lawrenz und neue Vorsitzende der DRK-Schwesternschaft Berlin e. V. Dieses Amt hatte sie bis zum 1. Oktober 2012 inne; ihre Nachfolgerin als Oberin und Vorsitzende der DRK-Schwesternschaft Berlin wurde Doreen Fuhr.
Ab dem 1. Oktober 2012 war Heidi Schäfer-Frischmann wieder Aufsichtsratsvorsitzende der „Deutsches Rotes Kreuz Schwesternschaft Berlin Gemeinnützige Krankenhaus GmbH“. Im Zuge polizeilicher Ermittlungen gegen die Unternehmensleitung teilten die DRK Kliniken Berlin am 6. Oktober 2010 mit, dass Schäfer-Frischmann „den Aufsichtsratsvorsitz und das damit verbundene Aufsichtsratsmandat bei den DRK Kliniken Berlin bis zur Einstellung der gegen sie laufenden Ermittlungen ruhen lässt“. Dies habe sie auf einer Aufsichtsratssitzung am Vortag erklärt. Im Oktober 2011 hatte die Staatsanwaltschaft Berlin die Ermittlungen gegen Heidi Schäfer-Frischmann eingestellt. Zum 31. März 2015 trat Heidi Schäfer-Frischmann aus persönlichen Gründen als Aufsichtsratsvorsitzende zurück.
Im April 2015 wurde bekannt, dass Heidi Schäfer-Frischmann in ihrer Funktion als Oberin der DRK-Schwesternschaft Berlin e. V. ein Jahresgehalt von über 500.000 € bezogen haben soll. Die Höhe des Gehalts wurde kritisiert; dies wird nach einem Bericht des Magazins Klartext von der aktuellen Führung der DRK-Schwesternschaft Berlin e. V. unter Zuhilfenahme von Experten nunmehr überprüft. Diese Gehaltsaffäre zog personelle Konsequenzen nach sich. Vier Mitglieder des Vorstands haben ihre Ämter niedergelegt, um einen „personellen Neubeginn“ zu ermöglichen und den „Weg für eine konsequente Neustrukturierung der Gremien der Schwesternschaft“ freizumachen. Ihr Gehalt und die Bonuszahlungen seien nur einem kleinen Personenkreis aus dem Vorstand bekannt gewesen. Demnach begründen sie ihren Schritt mit der „besonders hohen moralischen Verantwortung als Vorstandsmitglieder der DRK Schwesternschaft Berlin“. Nach Recherchen sollen Kupsch, Stefanovic und Bedbur als Mitglieder der Gesellschafterversammlung maßgeblich am Gehalt der Ex-Oberin mitgewirkt haben.
Heidi Schäfer-Frischmann ist verheiratet und Mutter einer Tochter.

## Auszeichnungen
- 1999: Bundesverdienstkreuz[6]

## Publikationen
- mit Thomas H. Wolter: Leben nützlich für andere. Das Buch der DRK-Schwesternschaft Berlin. DRK-Schwesternschaft-Verlag, Berlin 2008, ISBN 978-3-00-025306-5.